# Брестский областной театр кукол
Брестский областной театр кукол (бел. Брэсцкі абласны тэатр лялек) — кукольный театр, основанный в 1963 году в белорусском Бресте.
Театр успешно выступает на фестивалях в странах Европы и Азии. Имеет в своем активе большое количество престижных наград, является обладателем трёх Гран-при Всемирного фестиваля театров кукол в Праге. Является одним из организаторов Международного театрального фестиваля «Белая Вежа».

## История
Официальной датой возникновения театра кукол в Бресте считается 1963 год, когда кукольная группа при Брестском драматическом театре стала самостоятельным коллективом.
Популяризация белорусского кукольного искусства за рубежом и успешные выступления на международных фестивалях были отмечены специальной премией Президента Республики Беларусь «За развитие международных культурных связей». В 2007 году за творческие достижения Совет Министров Республики Беларусь присвоил театру почётное звание «Заслуженный коллектив Республики Беларусь». Спектакль для взрослых «ФРО» Андрея Платонова в 2016 году стал лауреатом Национальной театральной премии Беларуси в номинациях «лучший спектакль театра кукол» и «лучшая женская роль».

## Награды
- Специальная премия Президента Республики Беларусь деятелям культуры и искусства (4 января 2006 года)— за значимый вклад в популяризацию белорусского кукольного театра в зарубежных странах, успешные выступления на международных фестивалях[3].